# Ник Фьюри (киновселенная Marvel)
Ни́колас Джо́зеф Фью́ри (англ. Nicholas Joseph Fury) — персонаж медиафраншизы «Кинематографическая вселенная Marvel» (КВМ), основанный на одноимённом персонаже Marvel Comics.
До 2014 года Ник Фюри являлся директором организации «Щ.И.Т.».
В 1995 году Фьюри знакомится с Кэрол Дэнверс и впоследствии теряет глаз из-за её кошки Гуси. В тот же год Фьюри начинает разрабатывать инициативу «Мстители» с целью создать группу людей со сверхспособностями для защиты Земли от космических и иных угроз. В 2010 году Ник Фьюри приходит к Тони Старку после его торжественной речи и показывает ему инициативу. В 2011 году Ник Фьюри помещает размороженного Стива Роджерса в комнату, аналогичную в его прошлой жизни, и после его пробуждения объясняет ему, что он проспал во льдах около 70 лет. В 2012 году Фьюри, после прибытия асгардского бога Локи на Землю и захвата им Тессеракта, активирует инициативу и собирает команду вместе, которая успешно противостоит Локи и его армии. В 2014 году на Ника Фьюри совершают нападение участники организации «Гидра», встроенная в «Щ.И.Т.» вместе с Зимним Солдатом, и чуть не убивают его. В дальнейшем выживший Ник Фьюри, Стив Роджерс, Наташа Романофф и Мария Хилл раскрывают заговор и уничтожают «Щ.И.Т.» вместе с «Гидрой». В 2015 году Фьюри помогает Мстителям в борьбе с Альтроном и эвакуирует большую часть населения с места битвы. В 2018 году Фьюри становится жертвой «щелчка» межгалактического титана Таноса и исчезает на 5 лет. В 2023 году возвращённый Фьюри улетает в космос на станцию Скруллов, оставив вместо себя Талоса.
Роль Ника Фьюри в КВМ исполняет американский актёр Сэмюэл Л. Джексон. Впервые Фьюри появляется в фильме «Железный человек» (2008) и в дальнейшем становится одной из центральных фигур в КВМ, появившись по состоянию на 2023 год в двенадцати фильмах. Также появлялся в двух эпизодах сериала Агенты «Щ.И.Т.» (2013-2020) и сериале «Секретное вторжение» (2023), где является главным героем. Его альтернативные версии появляются в мультсериале «Что, если…?» (2021).

## Создание персонажа и кастинг

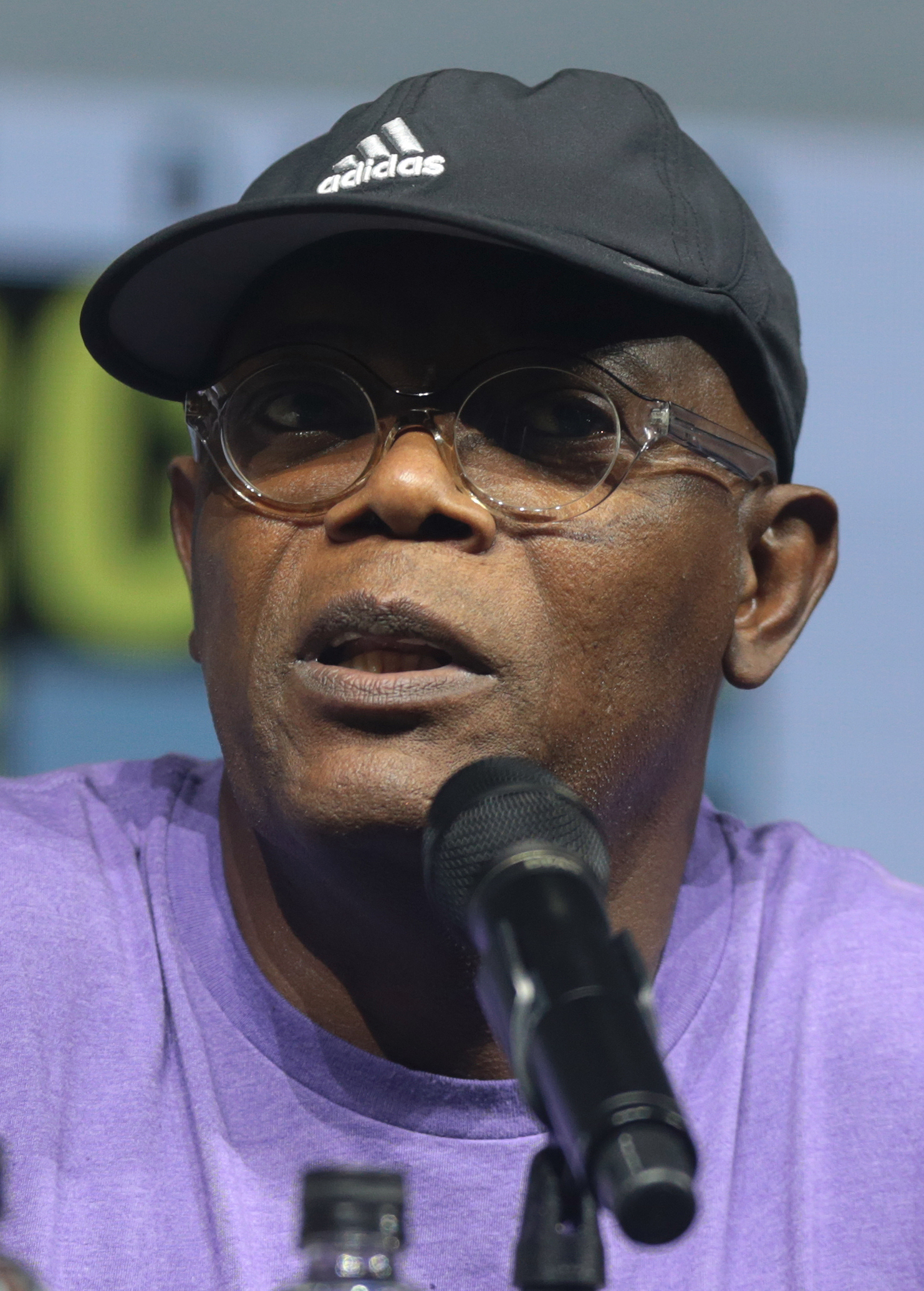
Сэмюэл Л. Джексон на San Diego Comic-con в 2018 году

Фьюри изначально появился в американских комиксах издательства Marvel Comics. Созданный писателем/художником Джеком Кирби и писателем Стэном Ли, Фьюри впервые появился в первом выпуске серии комиксов о Второй мировой войне «Сержант Фьюри и его ревущая команда» в мае 1963 года. В 1998 году Дэвид Хассельхофф сыграл Фьюри в телевизионном фильме канала Fox «Ник Фьюри: агент Щ.И.Т.», который должен был стать пилотным выпуском возможного нового телесериала, который не был снят. В 2002 году Marvel Comics разработали «Ultimate»-версию персонажа Ника Фьюри, сделав его похожим на Сэмюэла Л. Джексона. Тем не менее, Marvel Studios первоначально обсуждали с Джорджем Клуни возможность исполнения роли в фильме. Клуни отказался от роли после изучения некоторых материалов комиксов, посчитав Фьюри слишком жестоким персонажем. Согласно аудио комментарию к фильму 2007 года «Фантастическая четвёрка: Вторжение Серебряного сёрфера», режиссёр Тим Стори сказал, что сценарий изначально содержал Ника Фьюри, но роль в конечном итоге стала ролью генерала Хейгера (в исполнении Андре Брауэра), поскольку включение Фьюри в фильм заставило бы 20th Century Fox приобрести права на этого персонажа.
В середине 2000-х Кевин Файги понял, что Marvel по-прежнему владеет правами на основных персонажей, включая Фьюри. Файги, само признанный «фанат», задумал создать общую вселенную, как это сделали создатели Стэн Ли и Джек Кирби со своими комиксами в начале 1960-х годов. В 2004 году Дэвид Майсел был назначен главным операционным директором Marvel Studios, поскольку у него был план для студии самостоятельно финансировать фильмы. Marvel вступил в безнадзорную долговую структуру с Merrill Lynch, согласно которой Marvel получила 525 миллионов долларов на создание в течение восьми лет максимум 10 фильмов на основе интеллектуальной собственности компании, имея также права на использование в фильмах в общей сложности 10 персонажей, включая Ника Фьюри.
В компании Marvel затем предложили Джексону роль, подписав с ним контракт, первоначально на девять фильмов, на исполнение Ника Фьюри в Кинематографической вселенной Marvel. В 2019 году Джексон подтвердил, что, хотя «Капитан Марвел» в этом году ознаменовал окончание своего контракта на девять фильмов с Marvel, он будет продолжать играть Фьюри в будущих фильмах. После этого Джексон появился в камео в фильме «Мстители: Финал» и в главной роли в фильме «Человек-паук: вдали от дома».
КВМ версия Ника Фьюри отвергла ряд деталей из оригинальной версии комиксов. Кроме того, что оригинальный персонаж был белым (деталь, уже изменённая в комиксах до того, как КВМ осуществилась), в оригинальном комиксе Ник Фьюри был ветераном Второй мировой войны, который знал Капитана Америку и возглавлял Ревущую команду (англ. Howling Commandos). Как в оригинальном комиксе, так и в версии Ultimate Marvel, Фьюри мог оставаться активным много десятилетий после войны, потому что он неестественно медленно старел из-за регулярных доз Формулы Бесконечности (англ. Infinity Formula). Его иногда считали антигероем.

## Появления

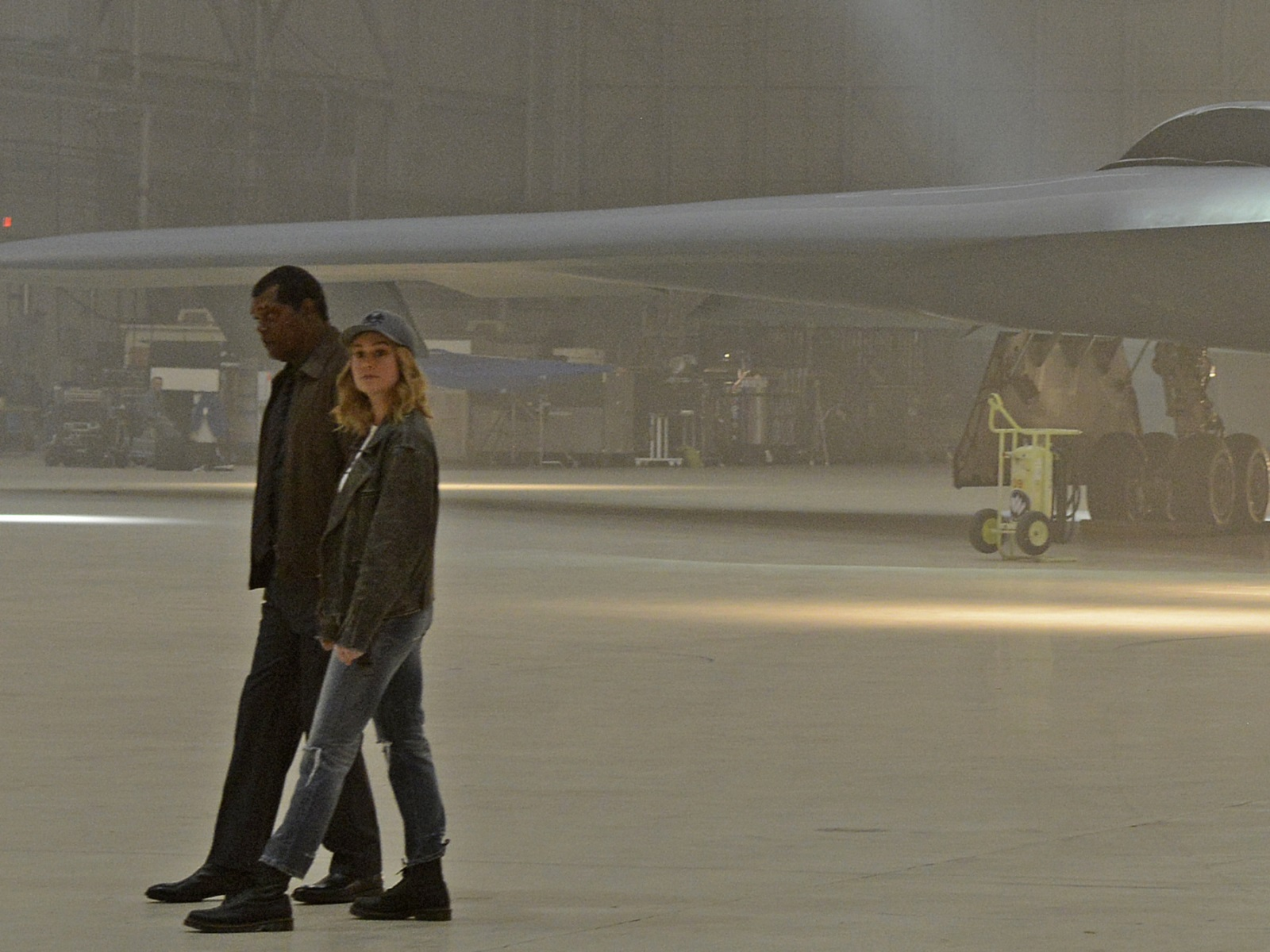
Сэмюэл Л. Джексон в роли молодого Ника Фьюри вместе с Бри Ларсон на съёмочной площадке фильма «Капитан Марвел» на авиабазе Эдвардс, Калифорния, 20 апреля 2018 года.

Фьюри впервые появляется в сцене после титров фильма «Железный человек» (2008), где он встречается с Тони Старком в его доме в Малибу, чтобы обсудить инициативу Мстителей. В «Железном человеке 2» (2010) Фьюри посылает Наташу Романофф в качестве помощника и оценивать Старка, чтобы выяснить, стоит ли его привлекать для инициативы, и помогает Старку справиться с болезнью палладия и Иваном Ванко и в конце фильма. нанимает его в качестве консультанта по инициативе Мстителей. Фьюри делает камео в сцене после титров фильма «Тор», завербовав Эрика Селвига для изучения Тессеракта. В конце «Первого мстителя» (2011) Фьюри сообщает Стиву Роджерсу: «Вы спали, Кэп, почти семьдесят лет». Позже он появляется в сцене после титров, чтобы предложить миссию Роджерсу, которая ведёт к «Мстителям» (2012), первый фильм КВМ, где Фьюри выступает в роли главного персонажа в фильме, а не камео или в сцене после титров. В фильме, когда Локи прибывает на Землю, чтобы взять Тессеракт, чтобы возглавить вторжение Читаури, Фьюри объединяет титульную команду. Отмечая, что он делает в «Мстителях» больше, чем в любом из предыдущих фильмов: «Вам не нужно ждать конца фильма, чтобы увидеть меня». О роли, Джексон сказал: «Всегда хорошо играть кого-то [кто] является позитивным в обществе, а не кого-то, кто является негативным. . . Я пытался сделать его таким же честным по отношению к сюжету и таким же честным, как в реальной жизни». Джексон сравнил персонажа с Орделлом Робби в «Джеки Браун», назвав его «хорошим парнем, с которым можно тусоваться. Вы просто не хотите его пересекать». Джексон заработал 4-6 миллионов долларов за фильм.
В 2013 и 2014 годах Джексон появился в роли Фьюри в двух эпизодах спин-офф телесериала КВМ, «Агенты «Щ.И.Т.»», «0-8-4» (2013) и «Начало конца» (2014). В «0-8-4» Фьюри появляется в конце эпизода,
отчитав агента Колсона за ущерб, нанесённый самолёту во время драки и выразив свои сомнения по поводу лояльности Дейзи Джонсон. В июне 2013 года Сэмюэл Л. Джексон проявил интерес к участию в шоу в роли Ника Фьюри,, что привело его к появлению в конце этого эпизода. Исполнительный продюсер Джеф Лоуб сказал: «Было очевидно, что в ряде мест Ник Фьюри оказал большое влияние на шоу, но чем больше мы об этом говорили, тем больше мы хотели, чтобы он появился очень рано». Для шоураннеров было непросто хранить камео Джексона в тайне из-за «века твитов и спойлеров».
За этим появлением следуют события фильма «Первый мститель: Другая война» (2014), в котором на жизнь Фьюри покушается Гидра, которая, как выяснилось, захватила Щ.И.Т. Фьюри подделывает свою смерть и, как только план Гидры по контролю над миром сорван, направляется в Восточную Европу, чтобы выследить оставшиеся части Гидры. Относительно сомнительного этического кодекса Фьюри, показанного в фильме, Джексон сказал: «Почти все, что выходит из уст Ника Фьюри, в некотором смысле является ложью. Он должен спросить, он тоже лжёт самому себе? У него есть очень хорошее представление о том, что происходит, но его паранойя не даёт ему поверить в это». Джексон добавил: «Вы видите Ника Фьюри, офисного парня, он занимается повседневной работой Щ.И.Т.а и политикой, а не другими вещами. Здорово, что он имеет дело с Капитаном Америкой с точки зрения способности говорить ему как солдат к солдату и попытаться объяснить ему, как мир изменился по-другому, пока он был заморожен во времени. Некоторые из людей, которые были нашими врагами, теперь стали нашими союзниками — он пытается выяснить: „Ну, как мы можем доверять этим парням?“ или „Как мы доверяем парням, которым вы не доверяли, которые не доверяют вам?“ И объясняя ему, что чёрные и белые хорошие парни/плохие парни теперь превратились в эту серую область». Макфили сказал: «Фьюри в некотором роде мешает Стиву. Они не всегда согласны с тем, как Щ.И.Т. должен быть использован». Сценаристы дали Фьюри более заметную роль в «Другой войне», поскольку в сюжете с уничтожением Щ.И.Т.а Фьюри «взял на себя весь удар». Они также намеревались изобразить персонажа, который до тех пор изображался как уверенный в себе человек, уязвимым, чтобы усилить чувство опасности заговора Гидры.
Появление Фьюри в финале сезона «Агенты „Щ.И.Т.“» «Начало конца» посвящено событиям «Другой войны». В «Мстителях: Эра Альтрона» (2015) Фьюри появляется на ферме Клинта Бартона, чтобы помочь и мотивировать Мстителей сформулировать план, чтобы не дать Альтрону уничтожить человечество. Он и другие бывшие агенты Щ.И.Т.а используют хеликэрриер, предоставленный им Колсоном, чтобы помочь Мстителям в финальной битве против Альтрона. Он также появляется в конце фильма, помогая Мстителям наладить и запустить их новую штаб-квартиру. Джексон описал это роль как камео, сказав: «Я просто проходил мимо … Потому что это ещё один из тех „людей, у которых есть силы, которые сражаются с людьми, у которых есть полномочия“. Вот почему я не попал в Нью-Йорк в „Мстителях“. Я мало что мог сделать, кроме как выстрелить из пистолета».
В сцене после титров «Мстителей: Война бесконечности» (2018) Фьюри и Мария Хилл обсуждают битву Мстителей против сил Таноса в Ваканде и текущий статус Тони Старка, когда они начинают распадаться с половиной вселенной. Прежде чем полностью исчезнуть, Фьюри использует модифицированный пейджер, чтобы послать сигнал бедствия Капитану Марвел. Молодая версия Фьюри появляется в фильме «Капитан Марвел» (2019), который установлен в 1995 году, когда Фьюри все ещё является бюрократом низкого уровня. Фьюри появляется без его фирменной повязки на глазу, поскольку фильм установлен прежде, чем он потерял свой глаз. Файги объяснил, что Дэнверс является первым супергероем, с которым столкнулся Фьюри, что ставит его на путь к его роли в работе с героями в более поздних КВМ фильмах. Джексон написал, что Фьюри узнаёт в фильме, что существуют сверхспособные существа, которые могут помочь Щ.И.Т.у. В конце фильма Фьюри теряет зрение в левом глазу после того, как его поцарапал Флеркен/кошка Гуся, и вдохновляется созданием инициативы Мстителей по примеру Дэнверс, называя протокол после её старого позывного. Джексон добавил, что доверие Дэнверс играет ключевую роль в его развитии, так как они становятся «соотечественниками» на протяжении всего фильма. Джексон был омоложён оцифровано на 25 лет, впервые Marvel сделал это для всего фильма.
Фьюри появляется в конце «Мстителей: Финал» (2019) во время похорон Старка, возрождённого Брюсом Беннером с помощью Камней Бесконечности. Фьюри снова появляется в «Человек-паук: Вдали от дома» (2019). Он завербовывает Питера Паркера, который находится в отпуске в Европе, чтобы сражаться с Элементалами вместе с Мистерио. Однако сцена после титров показывает, что Талос с Сореном все время выдавали себя за Фьюри и Хилл, поскольку они были наняты Фьюри, который берёт отпуск в космосе.
Джексон изобразил персонажа в двух видеоиграх. Джексон повторил роль Фьюри в видеоигре 2010 года, адаптации «Железного человека 2» и в видеоигре 2014 года «Disney Infinity: Marvel Super Heroes» и её продолжении 2015 года, «Disney Infinity 3.0».

## Биография персонажа

### Становление
В 1995 году член «Звёздной силы» Империи Крии Верс совершила аварийную посадку в Лос-Анджелесе, привлекая агентов Щ.И.Т.а Ника Фьюри и Фила Колсона проводить расследование. В последующей атаке Скруллов Фьюри убивает Скрулла, изображающего Коулсона. Командир Скруллов Талос, замаскированный под босса Фьюри Келлера, приказывает Фьюри работать с Верс и следить за ней. Верс, избежав захвата Скруллами, использует извлечённые ими воспоминания, чтобы принести Фьюри на установку проекта Пегас на базе ВВС США. Они обнаруживают, что Верс была пилотом, предположительно погибшей в 1989 году при испытании экспериментального реактивного двигателя, разработанного доктором Венди Лоусон, в которой Верс узнаёт женщину из своих кошмаров. После того, как Фьюри сообщает Щ.И.Т.у их местоположения, прибывает команда во главе с Талосом, замаскированным под Келлера. Фьюри обнаруживает уловку Талоса и помогает Верс сбежать на грузовом самолёте с безбилетным котом Лоусон Гусей. Они летят в Луизиану, чтобы встретиться с бывшим пилотом Марией Рамбо, последней, кто видел Верс и Лоусон живыми. Позже Дэнверс, Талос, Фьюри и Рамбо находят замаскированную лабораторию Лоусон на орбите Земли, где Лоусон спрятала несколько Скруллов, включая семью Талоса, и Тессеракт, источник энергии двигателя Лоусон. Дэнверс захвачена «Звёздной силой», и в последующей битве Фьюри возвращает Гусю, который оказывается инопланетянином Флеркеном. Гуся глотает Тессеракт и царапает лицо Фьюри, ослепляя его левый глаз. Дэнверс уезжает, чтобы помочь Скруллам найти новый родной мир, оставляя Фьюри модифицированный пейджер, чтобы он мог связаться с ней в чрезвычайной ситуации. Тем временем Фьюри выдвигает инициативу по поиску таких героев, как Дэнверс, назвав его в честь её позывного ВВС «Мститель».
Позже Фьюри «стал заместителем начальника Щ.И.Т.а на станции в Боготе», где он «доказал свою храбрость», организовав спасение заложников, захваченных колумбийскими повстанцами в посольстве страны, в том числе дочери тогдашнего директора Щ.И.Т.а. Александра Пирса:
Фьюри разработал план по освобождению заложников. Пирс отверг эту идею, предпочитая вести переговоры с повстанцами, но Фьюри проигнорировал эти приказы и все равно реализовал свой план. К счастью, все заложники были освобождены, и, несмотря на непослушание, Пирс был впечатлён тем, как Фьюри справился с кризисом, и назначил его директором Щ.И.Т.а когда он ушёл, чтобы занять место в 
Совете мировой безопасности.

### Создание Мстителей и борьба с Гидрой
Более десяти лет спустя, сразу после того, как Тони Старк объявил, что он — Железный человек, Фьюри посетил Старка в его доме и призвал его в инициативу Мстителей. После того как спустя десятилетия заморозки нашли Стива Роджерса, Фьюри помогает Роджерсу вернуться в общество. После нападения на Старка российским конструктором оружия Иван Ванко, Фьюри сообщает Тони, что его новая помощница «Натали Рашман» является агентом Наташей Романофф, а Говард Старк был основателем Щ.И.Т.а, которого Фьюри знал лично. Фьюри объясняет, что отец Ванко и Старк изобрели дуговой реактор вместе, но когда отец Ванко попытался продать его, Старк депортировал его. Фьюри даёт Старку часть старого материала своего отца, позволяя Старку синтезировать новый элемент для своего дугового реактора, который положит конец его зависимости от палладия. На подведении итогов после того, как Ванко был побеждён, Фьюри сообщает Старку, что из-за его непростой личности Щ.И.Т. намеревается использовать его только как консультанта.
После краткого пребывания Тора Асгарда на Земле Фьюри также заручается поддержкой Эрика Селвига для изучения Тессеракта. Фьюри присутствует, когда Локи атакует Щ.И.Т. для того, чтобы украсть Тессеракт и взять под контроль Клинта Бартона. Фьюри вызывает Романофф и организует встречу Старка, Роджерса и Брюса Беннера для борьбы с угрозой, которую представляет Локи. После того, как Локи попадает в плен в Германии, а затем убивает Колсона, сбегая из заключения на хеликэрриере Щ.И.Т.а, Фьюри использует смерть Колсона, чтобы мотивировать оставшихся Мстителей работать в команде, что приводит к их противостоянию Локи и его вторгшейся армии Читаури в Нью-Йорке. Когда Совет мировой безопасности санкционирует ядерную бомбардировку города, чтобы отразить вторжение, Фьюри использует ракетную установку, чтобы уничтожить один из двух самолётов, запускаемых для этой миссии. После поражения Локи Фьюри разрешает использовать инопланетные технологии, чтобы воскресить Колсона.
Некоторое время спустя Гидра, которая, как выясняется, захватила Щ.И.Т., совершает покушение на Фьюри, Фьюри является предположительно убитым. После того, как выясняется, что Александр Пирс работает на Гидру, Фьюри снова появляется, чтобы отменить контроль Гидры над компьютерными системами Щ.И.Т.а, вынуждая Пирса разблокировать базу данных Щ.И.Т.а, чтобы Романофф могла утечь секретную информацию, раскрывая Гидру общественности. Фьюри показывает, что, хотя Пирс удалил сканирование сетчатки Фьюри из системы, у Фьюри было резервное сканирование его уничтоженного другого глаза. Как только план Гидры по контролю над миром проваливается, Фьюри появляется, чтобы помочь агентам Щ.И.Т. после этих событий, спасая агентов Лео Фитца и Джемму Симмонс от утопления в океане и предоставляя агенту Колсону оружие Разрушителя, чтобы уничтожить вражеских солдат, прежде чем они столкнутся с Джоном Гарреттом и Детлоком. После этого Колсон испаряет Гарретта и критикует Фьюри за то, что тот использовал GH325, чтобы оживить его. Фьюри отвечает, что он ценит Коулсона так же сильно, как и любого Мстителя, потому что он представляет собой сердце и моральный центр Щ.И.Т.а, и объявляет Коулсона новым директором Щ.И.Т.а, поручает ему восстановить организацию с нуля и снабжает его «ящиком для инструментов», содержащим полезные данные. Под прикрытием своей видимой смерти Фьюри направляется в Восточную Европу, чтобы выследить оставшиеся части Гидры. После того, как Тони Старк создаёт программу Альтрон, которая оказывается злодейской и заставляет Мстителей скрываться, Фьюри появляется на ферме Клинта Бартона, чтобы помочь и мотивировать Мстителей сформулировать план, чтобы не дать Альтрону уничтожить человечество. Он и другие бывшие агенты Щ.И.Т.а. используют хеликэрриер, чтобы помочь Мстителям в финальной битве против Альтрона, а позже помогает Мстителям наладить и запустить их новую штаб-квартиру.

### Последствия Войны бесконечности
После того как Таносу удаётся получить Камни Бесконечности и он щелчком уничтожает половину жизни во Вселенной, Фьюри и Мария Хилл обсуждают битву Мстителей против сил Таноса в Ваканде и текущий статус Тони Старка, когда оба начинают распадаться. Перед тем, как полностью исчезнуть, Фьюри использует модифицированный пейджер, ранее данный ему, чтобы послать сигнал бедствия Капитану Марвел. Когда Мстители собирают Камни Бесконечности и отменяют щелчок пятью годами позже, Фьюри возвращается и присутствует на похоронах Тони Старка, который пожертвовал собой, чтобы спасти вселенную.
Восемь месяцев спустя Фьюри и Хилл расследуют неестественный шторм в Мексике и позже сталкиваются с земным Элементалем. Сверхмощный человек, Квентин Бек, прибывает, чтобы сразиться с существом. Позже Фьюри встречается с Питером Паркером и даёт ему очки Тони Старка, которые предназначались для преемника Старка. Очки оснащены искусственным интеллектом Э.Д.И.Т., который имеет доступ ко всем базам данных Stark Industries и управляет большим запасом орбитального оружия. Паркер отвергает призыв Фьюри к оружию, решив вернуться в свой класс, но Фьюри тайно перенаправляет маршрут школьной поездки в Прагу, где огненный Элементал, как предполагается, нанесёт удар. В конечном итоге оказывается, что Элементалы — это иллюзии, созданные Беком, которого побеждают, когда Мария Хилл уничтожает дрон, посланный убить Фьюри во время решающей битвы. В сцене после титров выясняется, что Скруллы Талос и Сорен все время маскировались под Фьюри и Хилл по указанию настоящего Фьюри, который командует космическим кораблём Скруллов.

## Альтернативная версия персонажа
Ник Фьюри, озвученный Сэмюэл Л. Джексоном, появился в первом сезоне анимационного сериала Disney+ «Что если…?» в виде нескольких альтернативных версий самого себя:

### Встреча с Капитаном Картер
Через 70 лет после исчезновения Капитана Картер, Тессеракт снова открывает портал, освобождая её. Фьюри, вместе с Клинтом Бартоном встречает Капитана Картер, и сообщает ей, что со времён войны прошло 70 лет.

### «Неделя Фьюри»
В течение недели, Ник Фьюри вербует кандидатов «Инициативы „Мстители“»:
В понедельник, Фьюри приходит к Тони Старку и пытается его завербовать. Агент Романофф делает Старку укол диоксидом лития, чтобы ослабить воздействие палладия, однако Старк неожиданно умирает. Фьюри, при задержании Романофф даёт ей шприц, и приказывает разобраться в ситуации.
Во вторник, в Нью-Мексико прибывает недостойный Тор и пытается вернуть свой молот — Мьёльнир. Фьюри наблюдает за этим и приказывает Клинту Бартону не стрелять, однако Клинт всё-таки выпускает стрелу, убивая Тора. Клинта Бартона помещают в тюрьму организации «Щ.И.Т.». Фьюри решает поговорить с Клинтом, однако Клинт оказывается мёртвым.
В среду на Землю прибывает Локи вместе с армией Асгарда, с целью отмщения за убийство Тора. Фьюри договаривается с Локи, что до рассвета предоставит асгардцам убийцу Тора.
В четверг, благодаря сообщению Романофф, Фьюри вычисляет убийцу, и вступает в союз с Локи. Замаскированный образом Фьюри Локи встречается с убийцей — Хэнком Пимом, и после сражения с ним, побеждает его. Хэнка Пима забирает асгардская стража, а Локи сообщает Фьюри, что немного задержится на Земле.
В пятницу, Локи быстро захватывает Землю, устанавливая свою власть. Фьюри не согласен с этим и собирает новую команду, найдя во льду Стива Роджерса и вызвав Капитана Марвел

### Попытка остановки вечеринки Тора
В альтернативной временной линии Фьюри отправляется в Лас-Вегас, чтобы противостоять Тору по поводу его вышедшей из-под контроля межгалактической вечеринки, но случайно вырубается Коргом и впадает в кому, заставляя Марию Хилл взять на себя обязанности директора организации «Щ.И.Т.».

### Война с Асгардом
После захвата Земли Локи, Фьюри, с помощью Стива Роджерса и Капитана Марвел сражается с асгардской армией и самим Локи на Геликарриере. Однако в эти события вмешивается Наблюдатель и перемещает в эту вселенную Наташу Романофф из альтернативной временной линии, что решает исход войны: Наташа побеждает Локи и берёт его под контроль его же Скипетром с Камнем Разума. Фьюри встречает Романофф, говоря, что она не «его Наташа», но она всё-равно пригодится.

## Восприятие персонажа
В своём в целом положительном обзоре «Мстителей» рецензент Associated Press Кристи Лемир написала, что «серьёзный Ник Фьюри (Сэмюэл Л. Джексон), глава Щ.И.Т., — которому была доверена сохранность [Тессеракта] — вступает в бой, чтобы вернуть его, собрав команду мечты из супергероев и прочих людей со специальными навыками».
В рецензии на фильм «Другая война» Тодд Маккарти из The Hollywood Reporter написал, что «с драматической точки зрения наибольший интерес представляют Джексон и Редфорд, два великих ветерана, присутствие которых придаёт вес ходу фильма, благодаря их персонажам происходят несколько интересных сюжетных поворотов».
Было отмечено, что Фьюри «в значительной степени отсутствовал в третьей фазе Кинематографической вселенной Marvel», при этом как Джексон, так и поклонники франшизы были «огорчены тем, что Фьюри не появлялся в „Противостоянии“ и „Чёрной Пантере“», хотя позже он сыграл важную роль в «Капитане Марвел». В своей рецензии для Variety Оуэн Глейберман сказал о последнем фильме, что «омоложённый спецэффектами Сэмюэл Л. Джексон» в «Капитане Марвел» «кажется другим, чем обычно — более лёгким, зажигательным и дерзким».

### Награды
| Год  | Премия             | Категория                      | Фильм                         | Результат |
| ---- | ------------------ | ------------------------------ | ----------------------------- | --------- |
| 2008 | IGN Award          | Лучшее камео                   | Железный человек              | Победа    |
| 2011 | IGN Award          | Любимое камео                  | Тор                           | Номинация |
| 2014 | Сатурн             | Лучший киноактёр второго плана | Первый мститель: Другая война | Номинация |
| 2019 | Teen Choice Awards | Choice Action Movie Actor      | Капитан Марвел                | Номинация |